# Seeing Nellie Home
Seeing Nellie Home est un film muet américain réalisé par Leo McCarey et sorti en 1924.

## Synopsis
Jimmy Jump rivalise avec d'autres garçons pour avoir l'amour de Nellie, lors d'une danse. Lorsqu'ils atteignent tous la maison de Nellie, cette dernière n'a pas de clé pour ouvrir la porte. Jimmy grimpe alors à une fenêtre du deuxième étage et s'introduit dedans. Essayant en vain de trouver la porte d'entrée, il détruit l'intérieur de la maison avant d'atteindre la porte. Quand finalement il y arrive, Nellie vient de se souvenir qu'elle avait laissé la porte ouverte.

## Fiche technique
- Réalisation : Leo McCarey
- Production : Hal Roach
- Pays de production :  États-Unis
- Langue : Anglais
- Format : Noir et blanc — 35 mm — 1,33:1 — Muet
- Date de sortie : 
  - États-Unis : 27 juillet 1924

## Distribution
- Charley Chase
- Katherine Grant
- Ena Gregory
- Martha Sleeper